# Diaphanophyllum longifolium
Diaphanophyllum longifolium là một loài rêu trong họ Ditrichaceae. Loài này được Brid. Lindb. mô tả khoa học đầu tiên năm 1863.